# 北吉田駅
北吉田駅（きたよしだえき）は、新潟県燕市吉田文京町にある、東日本旅客鉄道（JR東日本）越後線の駅である。

## 歴史
- 1984年（昭和59年）4月8日：国鉄越後線の駅（旅客のみ扱い）として吉田 - 岩室間に新設開業[1][2]。駅員無配置駅[3]。
- 1987年（昭和62年）4月1日：国鉄分割民営化に伴い、東日本旅客鉄道（JR東日本）の駅となる[2]。
- 2006年（平成18年）1月21日：ICカード「Suica」の利用が可能となる[4]。

## 駅構造
単式ホーム1面1線を有する地上駅である。
燕三条駅が管理する無人駅である。駅舎はなく、ホーム入口横にトイレを備えた待合室棟が設けられている。線路西側に面するホーム上には簡易Suica改札機、乗車駅証明書発行機などが設置されている。
駅南側には横断歩道橋が設けられ、駅東側への徒歩経路が確保されている。

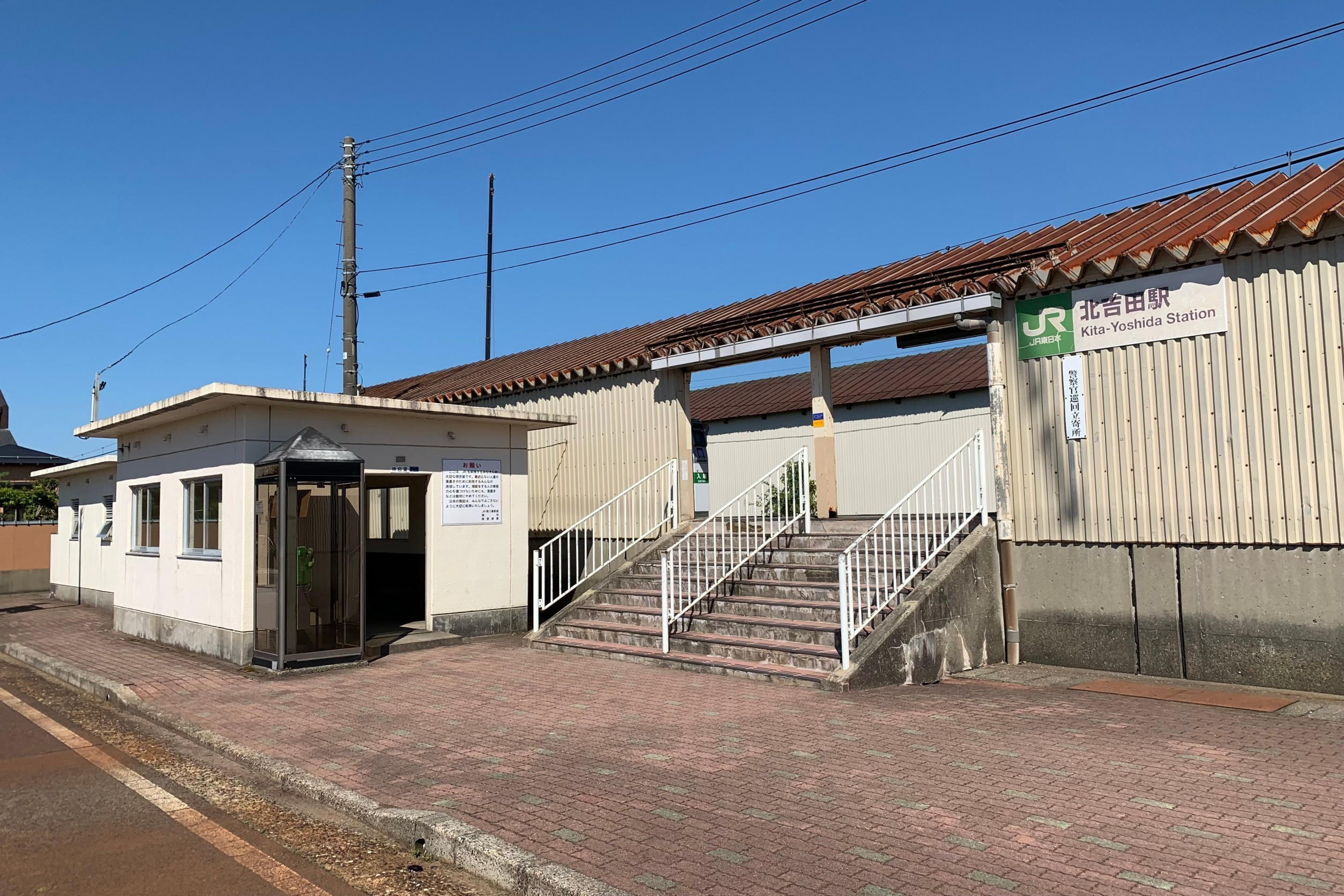
待合室外観（2021年9月）
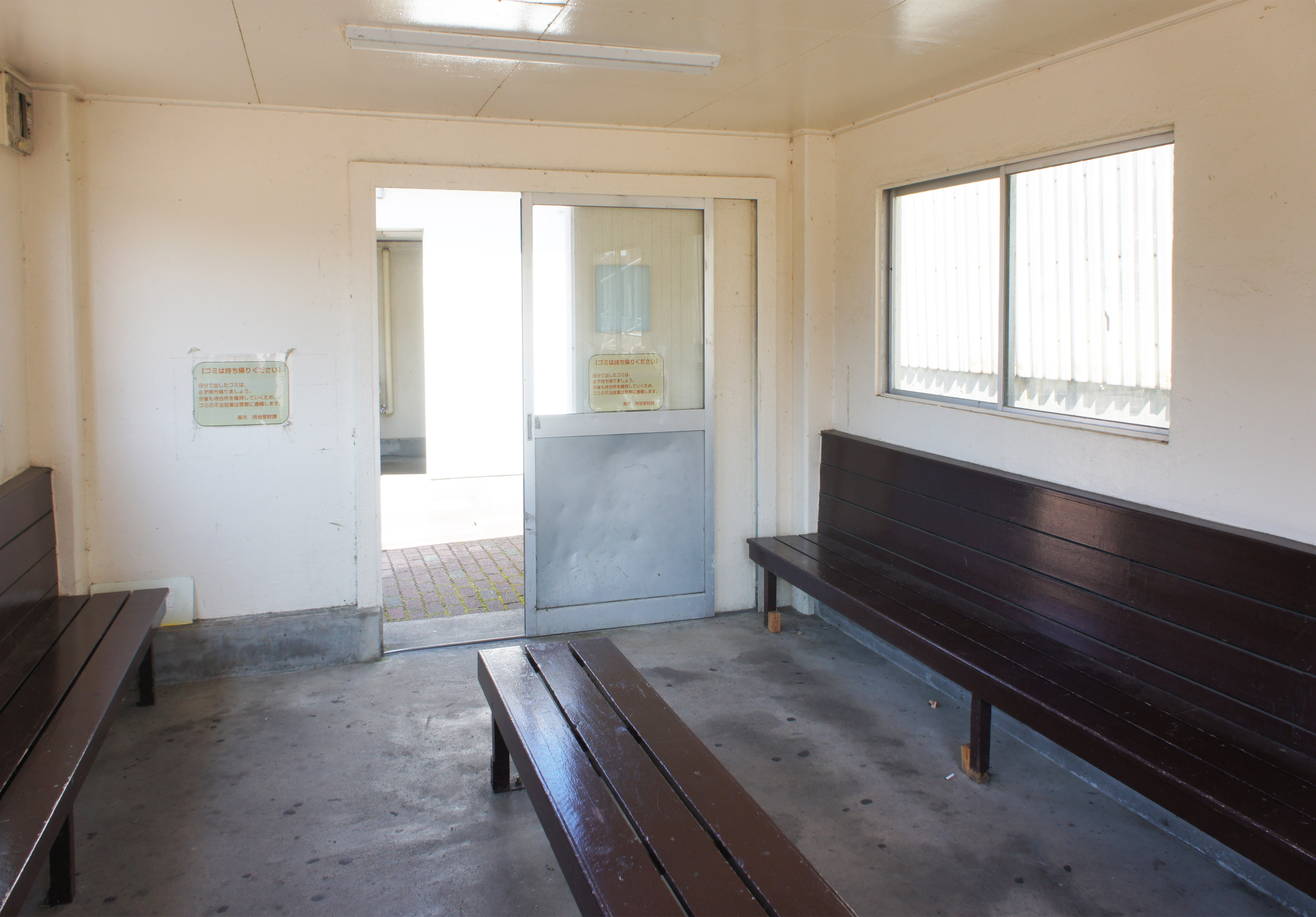
待合室内（2021年9月）
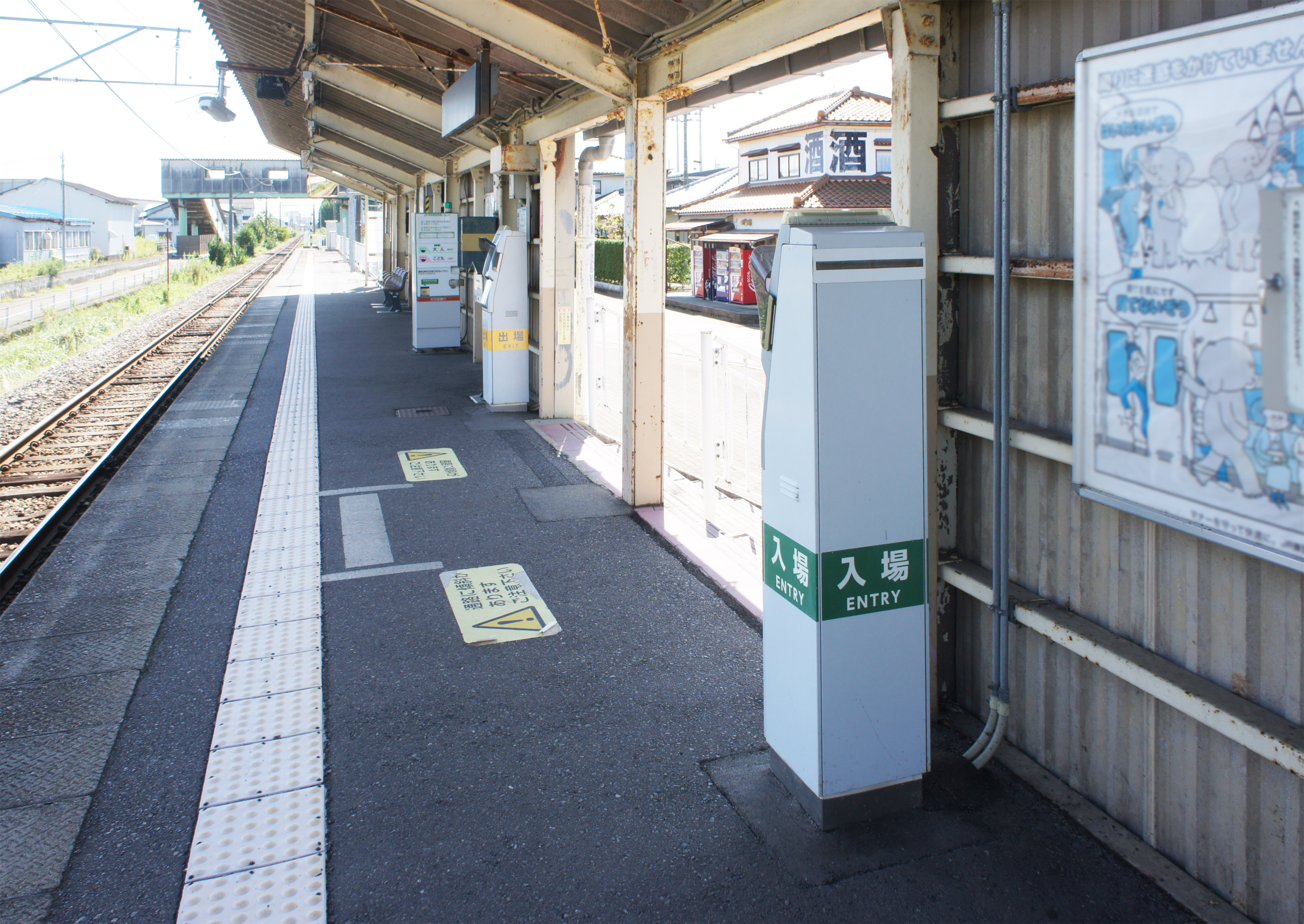
改札口（2021年9月）
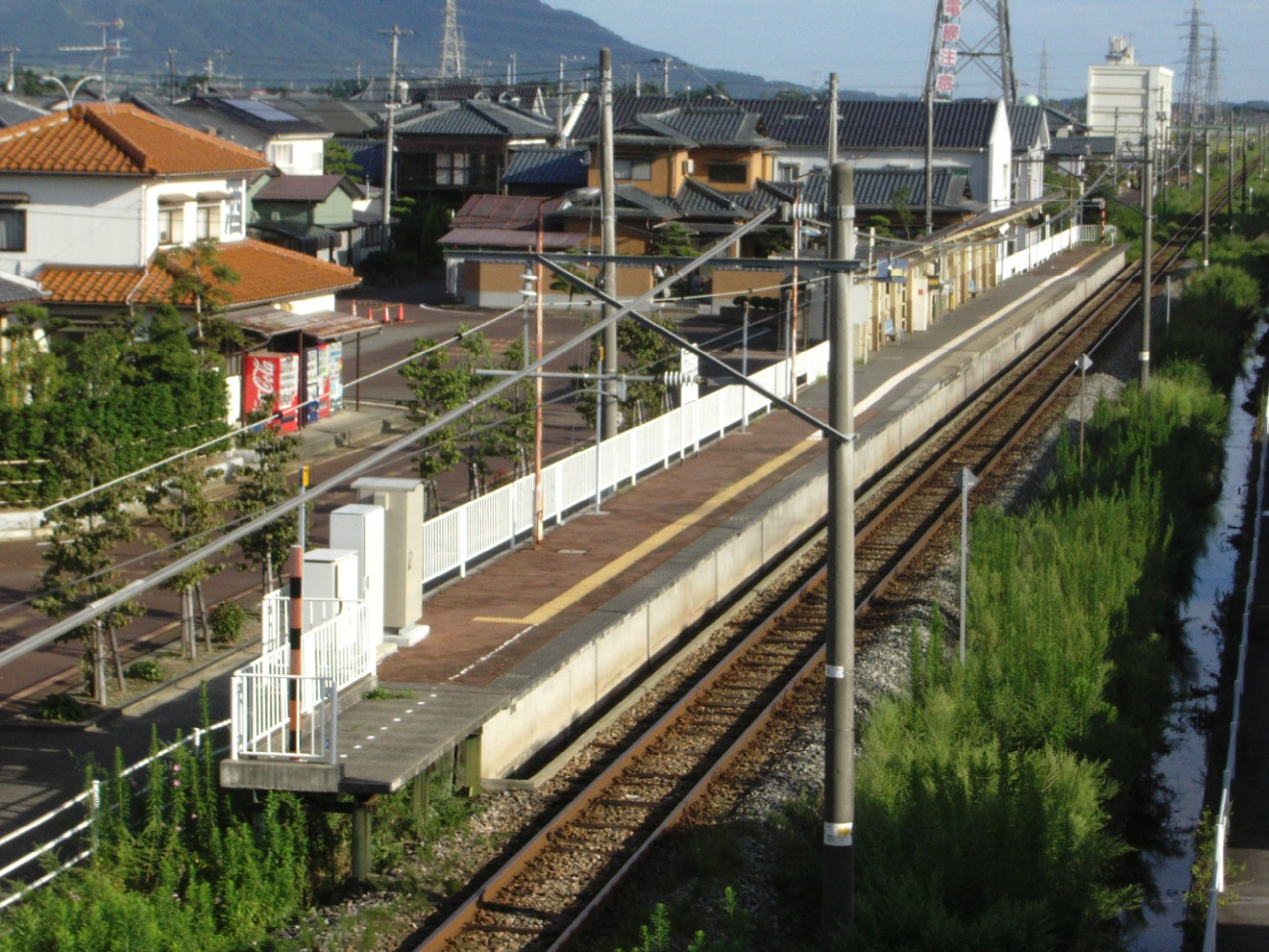
ホーム全景（2007年9月）

## 駅周辺

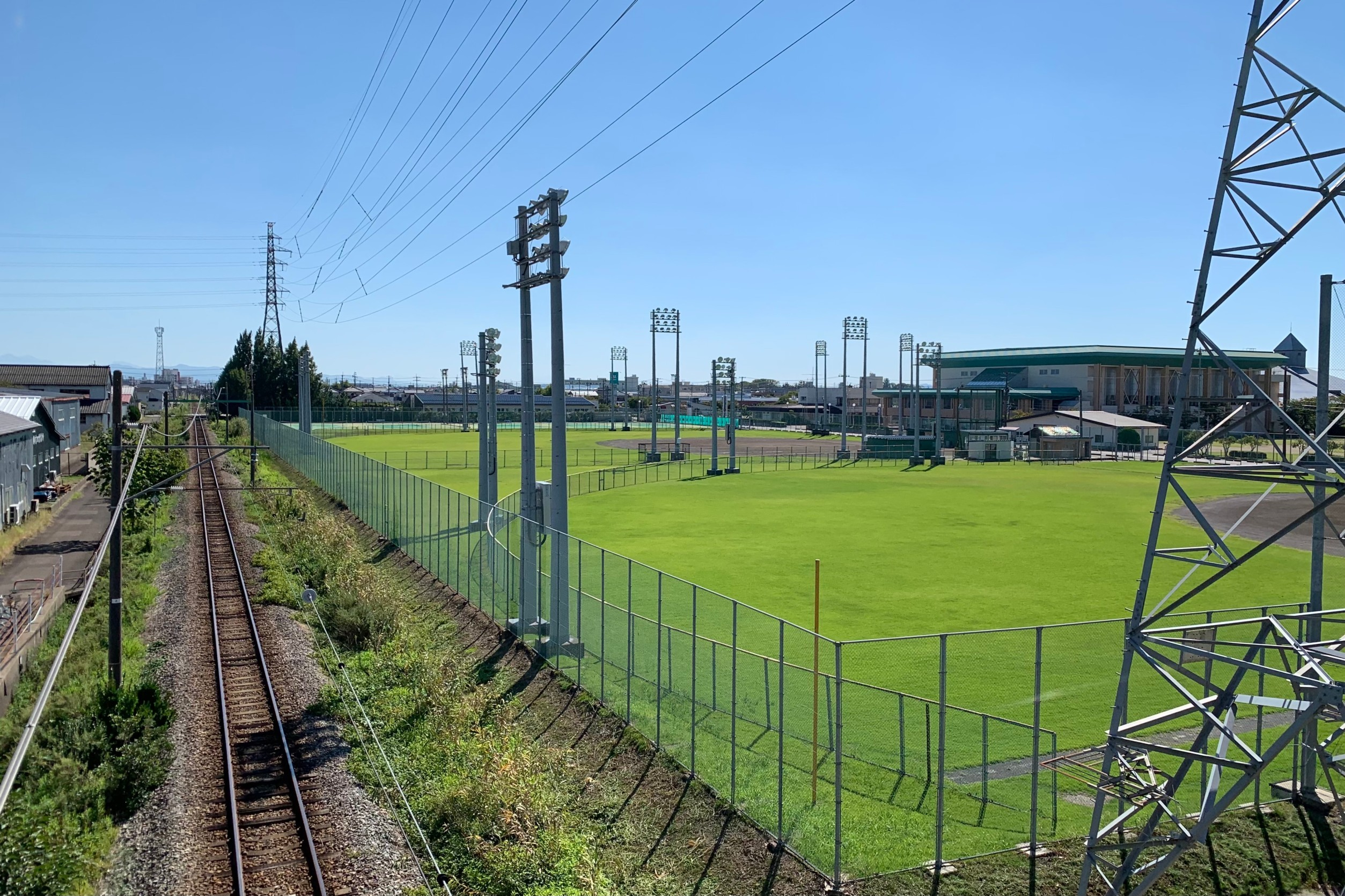
南側の跨線橋から野球場・燕市吉田総合体育館・ビジョンよしだ方面を望む（2021年9月）

### 駅表側
駅表側は住宅地。燕市吉田地区の文教施設が集中して立地している。
- 燕市立吉田中学校
- 新潟県立吉田高等学校
- 燕市吉田総合体育館[1]
- ビジョンよしだ

### 駅裏側
- 国道116号

## バス路線
当駅周辺発着の一般路線バスは運行されていないが、コミュニティバスが1路線あり、弥彦村と燕市が共同で事業を実施している「弥彦・燕広域循環バス」（やひこ号）が2024年（令和6年）3月改正時点では平日5往復運行されている。
当駅から南西へ徒歩約8分にある「ビジョンよしだ」バス停にて発着し、てまりの湯方面へと結んでいる。なお、祝日（振替日）や年末年始は運休となる。

## 隣の駅
東日本旅客鉄道（JR東日本）
■越後線
吉田駅 - 北吉田駅 - 岩室駅